# Iztacuhca-Cinteotl
Iztaccinteotl (aussi Iztac-Cinteotl) dans la mythologie aztèque, est le dieu du maïs blanc, sa mère est la déesse Centeotl. Ses frères sont Tlatlauhcacinteotl, Cozauhcacinteotl, Yayauhcacinteotl.